# پری (ملایر)
پری روستایی از توابع بخش زند، شهرستان ملایر، استان همدان و در دهستان کمازان وسطی است و در ۲۷ کیلومتری جنوب شرق شهر ملایر قرار دارد. این روستا، زادگاه کریم‌خان زند، بنیانگذار سلسله زندیه و پادشاه ایران است.

## موقعیت و تاریخچه
روستای پری در دهستان کمازان وسطی واقع است. همه اطراف روستا را کوه احاطه کرده و جنوب غرب آن دره پریدر قرار دارد. اقلیم روستا معتدل و کوهستانی است.

## مردم
مردم روستای پری لر هستند و به زبان لری سخن می‌گویند. مسلمان و پیرو مذهب شیعه جعفری هستند.
جمعیت روستای پری در سال ۱۳۹۵ حدود ۸۲۱ نفر گزارش شده است. اکثر مردم روستای پری از طریق فعالیت‌های زراعی و دامداری امرار معاش می‌کنند.

## جاذبه‌های گردشگری
باغ‌های انبوه، کناره‌های رودخانه، قنات‌های قدیمی، طبیعت متنوع و گیاهان دارویی و آثار تاریخی زمینه‌های گردشگری روستاست.
منطقه حفاظت شده لشکردر، با وسعتی معادل ۱۶۰۰ هکتار زیستگاه حیات وحش در پیرامون این روستاست. انواع جانورانی مانند گرگ، روباه، خرگوش، کبک و تیهو در این زیستگاه زندگی می‌کنند.

## مکانهای تاریخی
قلعه پری در مرکز روستا واقع شده است. بنای اولیه آن به قرن چهارم قبل از میلاد نسبت داده می‌شود. بر فراز خرابه‌های این قلعه، قلعه منسوب به کریم‌خان زند قرار دارد که محل تجمع و سازماندهی لشکریانش بوده است. قبر مادر کریم خان، بیگم آغا زنگنه نیز در این قلعه قرار دارد. در اطراف و داخل رودخانه تعداد شش تپه باستانی وجود دارد که در آن‌ها سفالینه و سکه‌های قدیمی پیدا شده است. قدمت این تپه‌ها به دوران ماد می‌رسد.
حمام کریمخانی(حمام پری) و امامزاده دو خواهران از دیگر آثار این روستاست.

## سوغات محلی و صنایع دستی
انواع قالی و گلیم مهم‌ترین صنایع دستی و کشمش، شیرهٔ انگور، باسلوق، گردو و بادام سوغات این روستا است.